# Mihály Hesz
Mihály Hesz, née le 15 décembre 1943 à Nógrád, est un kayakiste hongrois.

## Biographie
Aux Jeux olympiques d'été de 1964 à Tokyo, Mihály Hesz est médaillé d'argent en K1 1 000 mètres. En 1968 à Mexico, il est sacré champion olympique sur la même épreuve. Il a été marié à la nageuse Andrea Gyarmati, de laquelle il divorce en 1976.